# Barry Beyerstein
Barry Lane Beyerstein, Ph.D. (Edmonton, 19 de maio de 1947 - Burnaby, 25 de junho de 2007) foi um cientista cético canadense e professor de psicologia na Universidade de Simon Fraser, em Burnaby, Colúmbia Britânica.

## Vida pessoal
Beyerstein nasceu em 19 de maio de 1947 em Edmonton, Alberta, filho de Christine e Hilliard Beyerstein. Ele passou sua infância viajando por todo o Canadá de trem, enquanto seu pai trabalhava como membro do Parlamento. Em 1957, sua família se mudou de Alberta para a Colúmbia Britânica, onde Barry concluiu o ensino fundamental, e se matriculou na Burnaby South Secondary School. Na escola, ele tocou tuba ao participar da Burnaby South Band, inclusive durante a cerimônia de inauguração da Universidade Simon Fraser, em que viria a estudar posteriormente. 
Em 1970, Barry conheceu Susan, com quem se casou um ano depois. Em 1973, o casal se mudou para a Colúmbia Britânica. Sua filha Lindsay nasceu anos depois, em 1978, e seu filho Loren três anos depois, em 1981.
Ele faleceu em 25 de junho de 2007, aos 60 anos de idade, devido a uma insuficiência cardíaca.

## Educação
Beyerstein começou sua educação universitária na Universidade de Simon Fraser, obtendo sua licenciatura no ano de 1968. 
No ano de 1973, Beyerstein obteve um doutoramento da Universidade da California em Berkeley e, posteriormente, foi para Vancouver para se juntar ao Departamento de Psicologia da SFU como Professor Assistente. Em 1986, recebeu uma promoção e se tornou Professor Associado, e, em 2004, Professor Titular. Ele continuou a lecionar na SFU, até falecer, em 2007. 

## Carreira

### Aparições na mídia e pesquisa acadêmica
A distinta carreira de Beyerstein foi notável, devido à sua amplitude e profundidade. Juntamente com seu colega Bruce Alexander, ele conduziu os agora clássicos experimentos Rat Park, que desafiaram o modelo de doença predominante de vício.  
Sua pesquisa acadêmica foi ampla, e se relacionou aos mecanismos cerebrais de percepção e consciência humanas, aos efeitos das drogas no cérebro e na mente, e às contribuições da percepção olfativa para a cognição e emoção humanas. Sendo um cientista cético, foi membro do Comitê para a Investigação Cética (Committee for Skeptical Inquiry, CSI), fundou e presidiu os Céticos da Colúmbia Britânica e foi constantemente entrevistado pela mídia, fazendo mais de 800 aparições na mídia, sempre que alguma afirmação estranha aparecia no noticiário, para falar sobre temas muito diversos, indo desde análise de caligrafia, OVNIs, percepção extrassensorial, medicina alternativa e testes de personalidade, nos quais analisou como as inverdades tendem a se manter válidas durante "ciclos de mal-estar social e econômico". 
Ele atuava frequentemente como testemunha especialista em julgamentos civis e criminais, onde testemunhou sobre os efeitos das drogas na consciência, memória, percepção, agressão e sobre tópicos como dependência e reincidência. 

### O mito da utilização de apenas 10% do cérebro humano
Em 1987, Beyerstein escreveu o artigo "The brain and consciousness: Implications for psi phenomena", para a revista Skeptical Inquirer, publicada pelo Comitê para a Investigação Cética. Neste artigo, Barry aborda o que disse ser uma das perguntas mais frequentes que recebia quando dava palestras, discutindo a crença popular de que os seres humanos usam apenas 10% do cérebro. O cientista afirma em seu artigo que essa ideia se trata de um mito que persiste tanto por razões emocionais quanto culturais, e que não tem base científica. Ele também menciona que a evolução não permitiria que um órgão cuja manutenção do metabolismo é tão custosa fosse de fato subutilizado.
Beyerstein sugere que a origem do mito pode estar ligada a interpretações errôneas de psicólogos antigos, como William James, que falavam sobre o potencial humano de forma mais abstrata. O mito ganhou força quando foi atribuído a figuras influentes, como Lowell Thomas e, erroneamente, Albert Einstein.

### Produção literária
Beyerstein escreveu diversos livros, capítulos de livros e artigos ao longo de sua carreira, examinando diversas crenças terapêuticas alternativas e paranormais, entre os quais:
- The Write Stuff: Scientific Evaluations of Graphology (1992)
- The Encyclopedia of the Paranormal (1996)
- Mind Myths: Exploring Everyday Mysteries of the Mind and Brain (1999)
- Science Meets Alternative Medicine: What the Evidence Says About Unconventional Treatments (2000)
- Tall Tales about the Mind and Brain: Separating fact from fiction (2006)
- 50 Great Myths of Popular Psychology: Shattering Widespread Misconceptions about Human Behavior (2009)

### Outros trabalhos e premiações
Beyerstein também aplicou suas descobertas sobre psicologia do comportamento cerebral a situações do mundo real, trabalhando para trazer mudanças efetivas à comunidade. O cientista era um defensor da descriminalização de drogas ilícitas e, no final de sua vida, também dedicou tempo para defender a existência de locais seguros para consumo em Vancouver, através do Projeto Civil City.

O cientista recebeu vários prêmios e honrarias ao longo da carreira. Além de bolsas de pesquisa significativas do Steel Research Fund ao longo de toda a década de 1980, ele recebeu o President's Award for Service to the University, da SFU, em 2003.